# Clepsis balcanica
Clepsis balcanica es una especie de polilla del género Clepsis, categorizada en la tribu Archipini, de la subfamilia Tortricinae.

## Distribución
Se distribuye por Serbia y Montenegro.

## Taxonomía
Fue descrita por Rebel en 1917 y publicada en (Tortrix), S.B. Akad. Wiss. Wien 126: 801.